# Branche du renseignement
 (novembre 2022).
La mise en forme du texte ne suit pas les recommandations de Wikipédia : il faut le « wikifier ».
Les points d'amélioration suivants sont les cas les plus fréquents. Le détail des points à revoir est peut-être précisé sur la page de discussion.
- Les titres sont pré-formatés par le logiciel. Ils ne sont ni en capitales, ni en gras.
- Le texte ne doit pas être écrit en capitales (les noms de famille non plus), ni en gras, ni en italique, ni en « petit »…
- Le gras n'est utilisé que pour surligner le titre de l'article dans l'introduction, une seule fois.
- L'italique est rarement utilisé : mots en langue étrangère, titres d'œuvres, noms de bateaux, etc.
- Les citations ne sont pas en italique mais en corps de texte normal. Elles sont entourées par des guillemets français : « et ».
- Les listes à puces sont à éviter, des paragraphes rédigés étant largement préférés. Les tableaux sont à réserver à la présentation de données structurées (résultats, etc.).
- Les appels de note de bas de page (petits chiffres en exposant, introduits par l'outil «  Source ») sont à placer entre la fin de phrase et le point final[comme ça].
- Les liens internes (vers d'autres articles de Wikipédia) sont à choisir avec parcimonie. Créez des liens vers des articles approfondissant le sujet. Les termes génériques sans rapport avec le sujet sont à éviter, ainsi que les répétitions de liens vers un même terme.
- Les liens externes sont à placer uniquement dans une section « Liens externes », à la fin de l'article. Ces liens sont à choisir avec parcimonie suivant les règles définies. Si un lien sert de source à l'article, son insertion dans le texte est à faire par les notes de bas de page.
- La présentation des références doit suivre les conventions bibliographiques. Il est recommandé d'utiliser les modèles {{Ouvrage}}, {{Chapitre}}, {{Article}}, {{Lien web}} et/ou {{Bibliographie}}. Le mode d'édition visuel peut mettre en forme automatiquement les références.
- Insérer une infobox (cadre d'informations à droite) n'est pas obligatoire pour parachever la mise en page.

Pour une aide détaillée, merci de consulter Aide:Wikification.
Si vous pensez que ces points ont été résolus, vous pouvez retirer ce bandeau et améliorer la mise en forme d'un autre article.
La Branche du renseignement (en anglais: Intelligence Branch) est une branche du personnel des Forces canadiennes (FC) qui  fournit du renseignement pertinents et exact pour permettre aux commandants de prendre des décisions.
La branche occupe une variété de postes, au pays et à l'étranger, répondant aux besoins des commandants et des planificateurs opérationnels des Forces canadiennes à tous les niveaux et dans tous les environnements. Depuis la création de la branche, les membres se sont déployés à l'étranger en Bosnie-Herzégovine, en Haïti, en Somalie, au Rwanda, au Timor-Leste, en Lettonie, en Ukraine, au Mali, au Koweït, en Afghanistan et en Irak. Les membres de la Branche se sont également déployés au pays dans le cadre d'un certain nombre d'opérations. Il s'agit notamment de tâches liées aux tempêtes de verglas au Québec, aux inondations à Winnipeg, aux incendies en Colombie-Britannique et à la réponse de l'armée canadienne à la pandémie de COVID-19.

## Histoire
La première unité de guides du renseignement au Canada fut la « 4th Troop of Volunteer Cavalry of Montreal (ou Guides) », formée le 7 février 1862. Rebaptisée « The Royal Guides or Governor General's Body Guard for Lower Canada », et plus tard « The Guides », l'unité est dissoute en 1869 après avoir aidé à repousser les féniens.
Pendant la Rébellion du Nord-Ouest (1885), diverses unités de cavalerie irrégulières ont été utilisées comme éclaireurs. L'une de ces unités d'éclaireurs, issue du Dominion Land Survey, s'appelait le "Intelligence Corps". Avec un effectif de trois officiers et 30 hommes effectuant des fonctions de reconnaissance à longue portée et de cavalerie légère, il s'agit de la première unité à être désignée unité de renseignement dans l'Empire britannique. Ces unités d'éclaireurs, les précurseurs du Fort Garry Horse and North Saskatchewan Regiment, ont été dissoutes le 18 septembre 1885.
Pendant la guerre des Boers en Afrique du Sud, les troupes montées canadiennes ont recueilli des informations utiles en matière de renseignement auprès du Strathcona's Horse et des unités d'éclaireurs britanniques. Les efforts du renseignement canadien en Afrique du Sud ont mené à la nomination, le 6 février 1901, du lieutenant-colonel Victor Brereton Rivers, ARC, comme premier officier d'état-major du renseignement de la milice canadienne. Peu de temps après, le 1er avril 1903, le Corps des guides est créé au sein de la Milice canadienne. Dans le cadre de la nouvelle structure, un officier du renseignement de district relevant du directeur général du renseignement militaire (DGMI) a été nommé pour superviser les unités du Corps des guides établies dans chacun des 12 districts militaires du Canada. Le premier DGMI, le lieutenant-colonel WAC Denny, avait un très peu de personnel chargé de superviser la collecte d'informations et la cartographie, et environ 185 officiers de la milice au service du Corps canadien des guides.
En 1914, le Corps canadien des guides comptait quelque 500 hommes de tous grades. Étant donné que leur rôle d'éclaireur à cheval semblait inapproprié pour la guerre en Europe, bon nombre des membres du personnel servant dans le Corps des guides ont été absorbés par des unités et des formations existantes de la Milice canadienne et du Corps expéditionnaire canadien. D'autres sont devenus des officiers d'état-major du renseignement et des sous-officiers servant dans le British Intelligence Corps. Certains ont continué à servir au Canada avec le Corps canadien des guides. Le système de renseignement créé au sein de la Première Division canadienne avant son déploiement en France en 1915 a servi de base au développement des structures de renseignement en général dans tout le Corps canadien.
Après la guerre, un poste de directeur des opérations militaires et du renseignement est maintenu au sein de la Milice canadienne. Les unités du Corps des guides au Canada ont été converties en compagnies de cyclistes chargées de protéger la force principale de la surprise en temps de guerre. Après la dissolution de ces compagnies le 31 mars 1929, un petit état-major à Ottawa et dans certains districts assuma des fonctions de renseignement. En 1932, les états-majors du renseignement de l'Aviation royale canadienne et de la milice ont été fusionnés.
Lorsque le Canada se mobilise en septembre 1939, les structures du renseignement basées sur les organisations britanniques se développent rapidement et les analystes du renseignement se voient confier de nouveaux défis. Au 16 décembre 1940, il y avait environ 60 militaires de tous grades affectés à des fonctions de renseignement canadien. Prévoyant le besoin de 200 membres du personnel du renseignement, le major John Page a proposé que les fonctions de sécurité en campagne soient séparées du Corps de prévôté canadien . De plus, il a travaillé pour faire reconnaître un Intelligence Corps, formé de manière similaire à celui du British Intelligence Corps formé le 25 juin 1940.
La création de la Première Armée canadienne en avril 1942 a entraîné une énorme demande de spécialistes du renseignement et, le 29 octobre 1942, le Corps canadien du renseignement (C Rens C) a été officiellement reconnu comme un corps. Des Canadiens d'universités, de collèges, d'entreprises et d'industries se sont joints au C Rens C pour participer à une grande variété de fonctions de renseignement; un certain nombre sont devenus des victimes lors du raid de Dieppe, dans le nord-ouest de l'Europe et dans l'Adriatique. Les sections ou états-majors du renseignement de l'armée étaient représentés aux niveaux de l'armée, du corps, de la division et du district, avec sept sections de sécurité sur le terrain également. En 1943, pour la première fois dans l'histoire du Canada, le personnel canadien occupait tous les postes de renseignement au sein des formations et des unités de l'Armée canadienne.
En 1948, la Milice canadienne a reçu l'autorisation de six compagnies de formation au renseignement : la n° 1 à Montréal, la n° 2 à Toronto, la n° 3 à Halifax, la n° 4 à Vancouver, la n° 5 à Winnipeg et la n° 6 à Edmonton. L'objectif fondamental de ces compagnies était de fournir un bassin de personnel du renseignement qualifié pour augmenter la Force régulière en cas de besoin.
Au cours des années 1950 et 1960, les membres du C Rens C ont été engagés dans diverses fonctions de renseignement au Canada, en Allemagne, au Royaume-Uni, aux États-Unis et à Chypre. À la suite de l'unification des Forces canadiennes à la fin des années 1960, le C Rens C, le métier de commis du renseignement, le Corps de prévôté canadien et la Police de la Force aérienne ont été unis pour devenir la Branche de la sécurité des FC et l'École du renseignement et de la sécurité des Forces canadiennes. (ERSFC) a été formé.
En 1981, la Direction de la sécurité des FC a été divisée en deux directions distinctes : l'une pour le renseignement et l'autre pour la sécurité. Sir William Stephenson ("A Man Called Intrepid") a accepté la nomination en tant que premier colonel commandant de la Branche du renseignement, qui a été formée le 1er octobre 1982. Le changement de badge a eu lieu le 29 octobre 1982, jour du 40e anniversaire de la naissance du C Rens C.
En 2000, une autre scission avec la Branche de la sécurité s'est produite, la formation en renseignement passant du CFSIS à la BFC Borden à la nouvelle École du renseignement militaire des Forces canadiennes (ERMFC) à la BFC Kingston. Cela a mis fin à l'affiliation officielle de la Direction du renseignement avec l'ancien ERSFC.

### Insigne de branche
Lorsque la branche du renseignement a été créée le 1er octobre 1982, la branche avait un nouveau badge. Les couleurs écarlate, vert foncé et blanc indiquent l'évolution de la branche du Corps canadien des guides, du Corps canadien du renseignement et de la Branche de la sécurité des Forces canadiennes, respectivement. Le symbole de l'étoile du nord incarné dans l'insigne du Corps du renseignement canadien se retrouve également dans l'insigne de la branche, ce qui préserve davantage les liens historiques. La forme de rose des vents de l'insigne attire l'attention sur l'étendue mondiale des responsabilités de la branche.

## La branche de nos jours
L'École du renseignement militaire des Forces canadiennes (ERMFC) à Kingston, en Ontario, est le centre de formation en renseignement pour l'Armée, la Marine et l'Aviation royale canadienne. Une formation identique est offerte aux membres de la Force régulière et de la Réserve. La mission de l'ERMFC est de fournir une formation de base et spécialisée en matière de renseignement aux officiers et aux sous-officiers de la Branche du renseignement et d'autres branches militaires.
Les réservistes de l'armée, employés à la 6 Intelligence Company (Edmonton, Vancouver et Winnipeg), à la 2 Intelligence Company (Toronto) et à la 7 Intelligence Company (Ottawa), à la 4 Intelligence Company (pelotons à Montréal et à Québec), à la 3 Intelligence Company (Halifax, Nouvelle-Écosse)), apportent une contribution importante à la Branche du renseignement pour les déploiements à l'étranger. Par conséquent, les mouvements individuels entre les éléments de la Force régulière et de la Réserve sont relativement fluides par rapport aux autres branches des FAC.
En 2017, le titre Canadian Intelligence Corps a été rétabli pour les membres de la Branche du renseignement qui portent l'uniforme de l'armée. Avant cela, les titres d'épaule sur les uniformes de l'armée (les uniformes de la marine et de l'armée de l'air n'utilisent pas de titres d'épaule) en anglais étaient INT et en français RENS . Le titre d'épaule actuel est C Int C (anglais) ou C Rens C (Français).